# هانك ويب
هانك ويب (بالإنجليزية: Hank Webb)‏ هو لاعب كرة قاعدة أمريكي، ولد في 21 مايو 1950 في كوبيغ في الولايات المتحدة.

## وصلات خارجية
- هانك ويب على موقع دوري كرة القاعدة الرئيسي (الإنجليزية)
- هانك ويب على موقعبيزبول رفرنس.كوم (الدوري الرئيسي) (الإنجليزية)
- هانك ويب على موقعبيزبول رفرنس.كوم (الدوري الثانوي) (الإنجليزية)